# Xian de Jiange

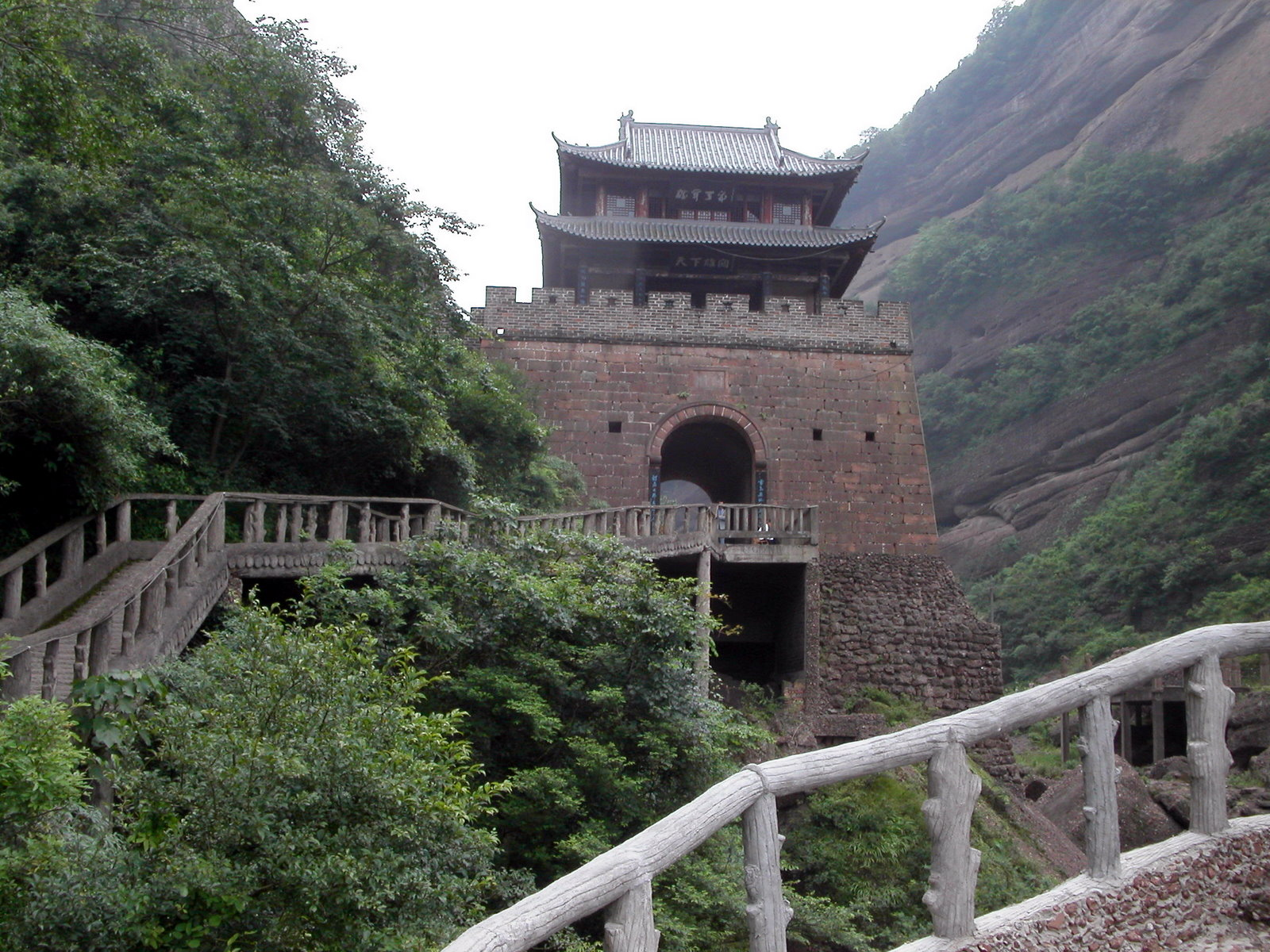
L'ancienne forteresse (reconstruite récemment)

Le xian de Jiange (剑阁县 ; pinyin : Jiàngé Xiàn) est un district administratif de la province du Sichuan en Chine. Il est placé sous la juridiction de la ville-préfecture de Guangyuan.

## Démographie
La population du district était de 671 643 habitants en 1999.

## Sites touristiques
- Parc national de la voie Jianmen